# Château de Champ-Romain
Le château de Champ-Romain est situé sur la commune de Thiville, dans le département français d'Eure-et-Loir.

## Historique
Le monument fait l’objet d’une inscription au titre des monuments historiques depuis le 8 juin 1973 et est partiellement classé le 17 décembre 1993.